# Іване-Пусте

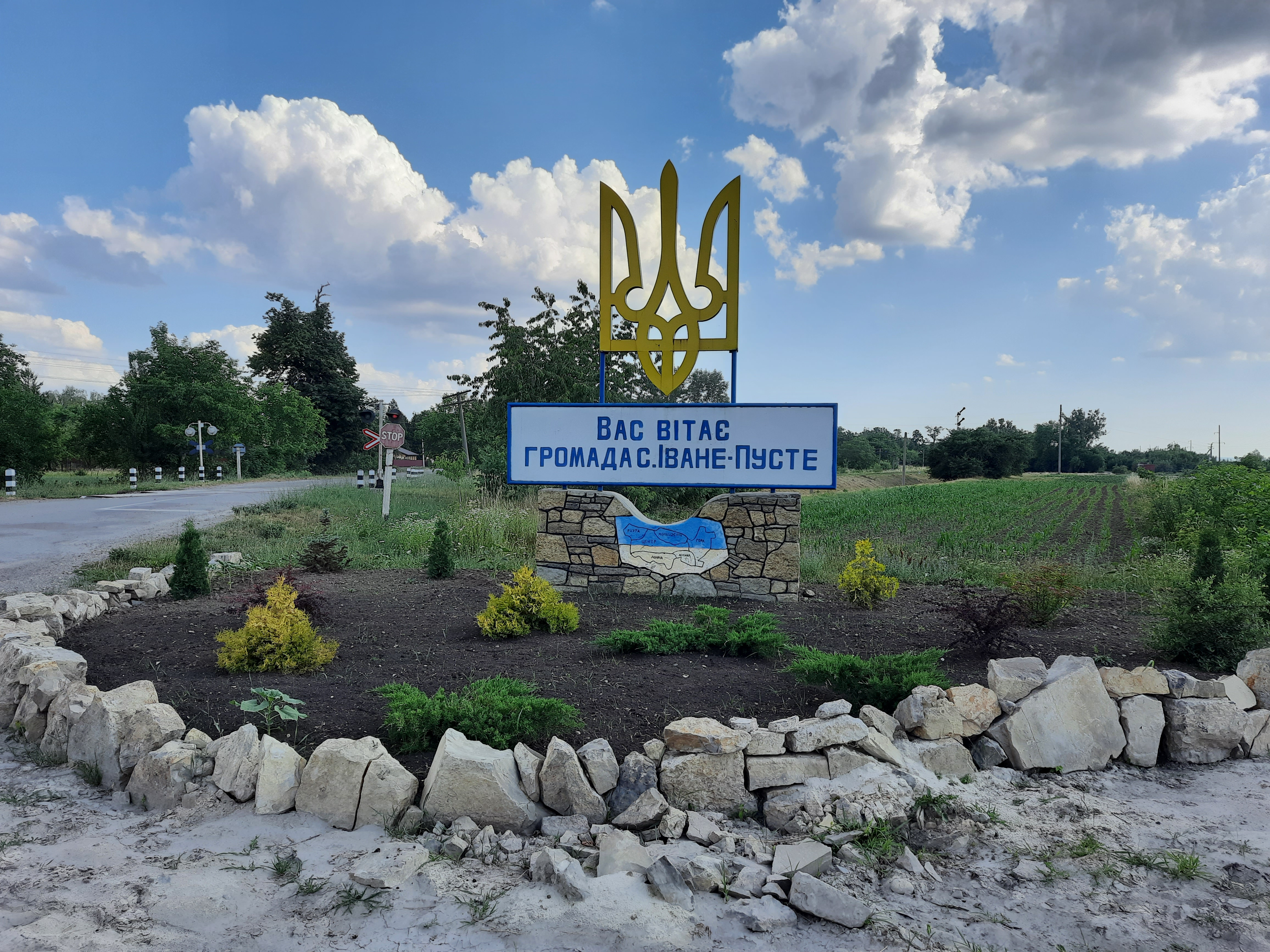
В'їзд у село

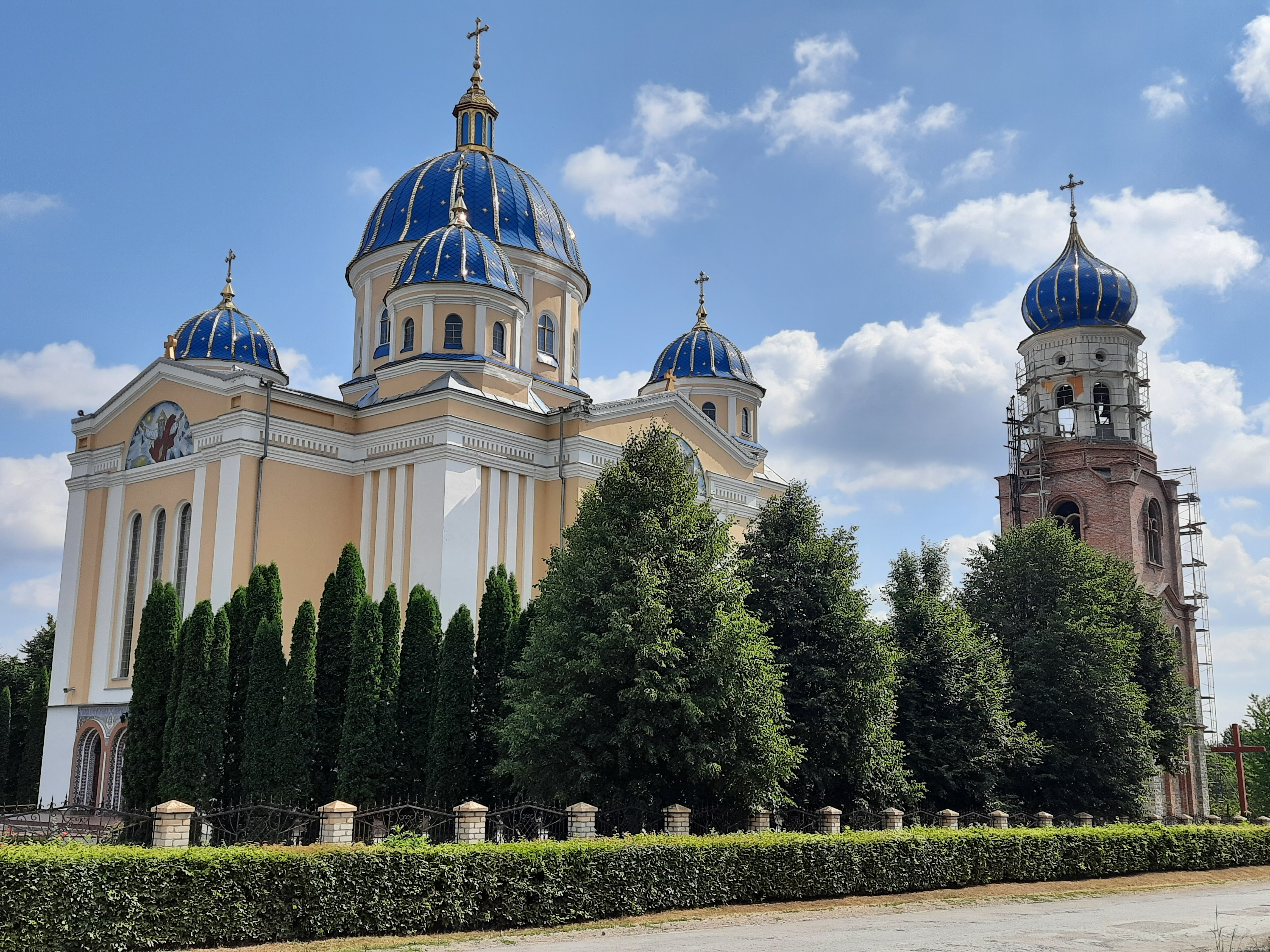
Церква Святого Івана Богослова (нова)

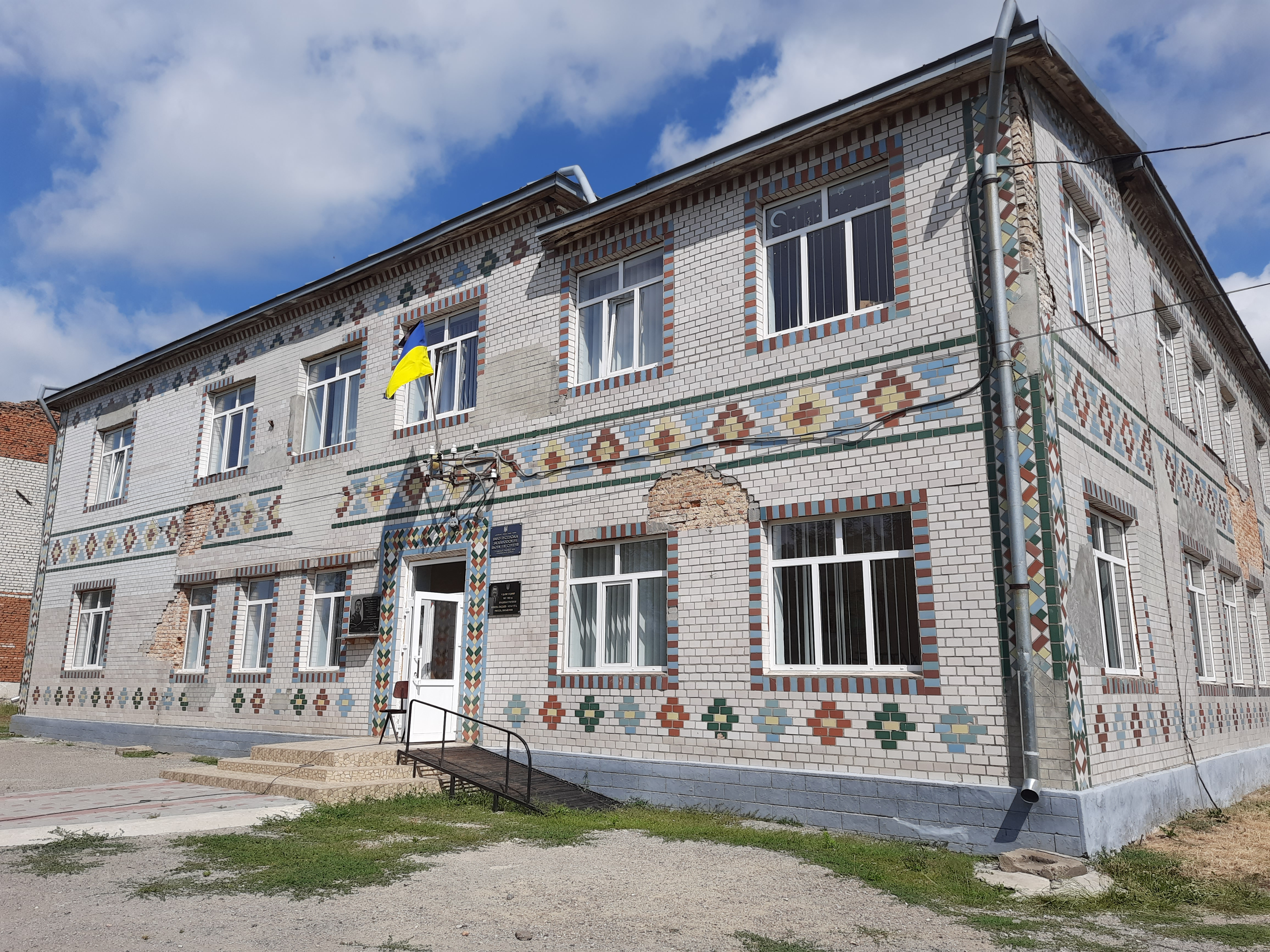
Школа

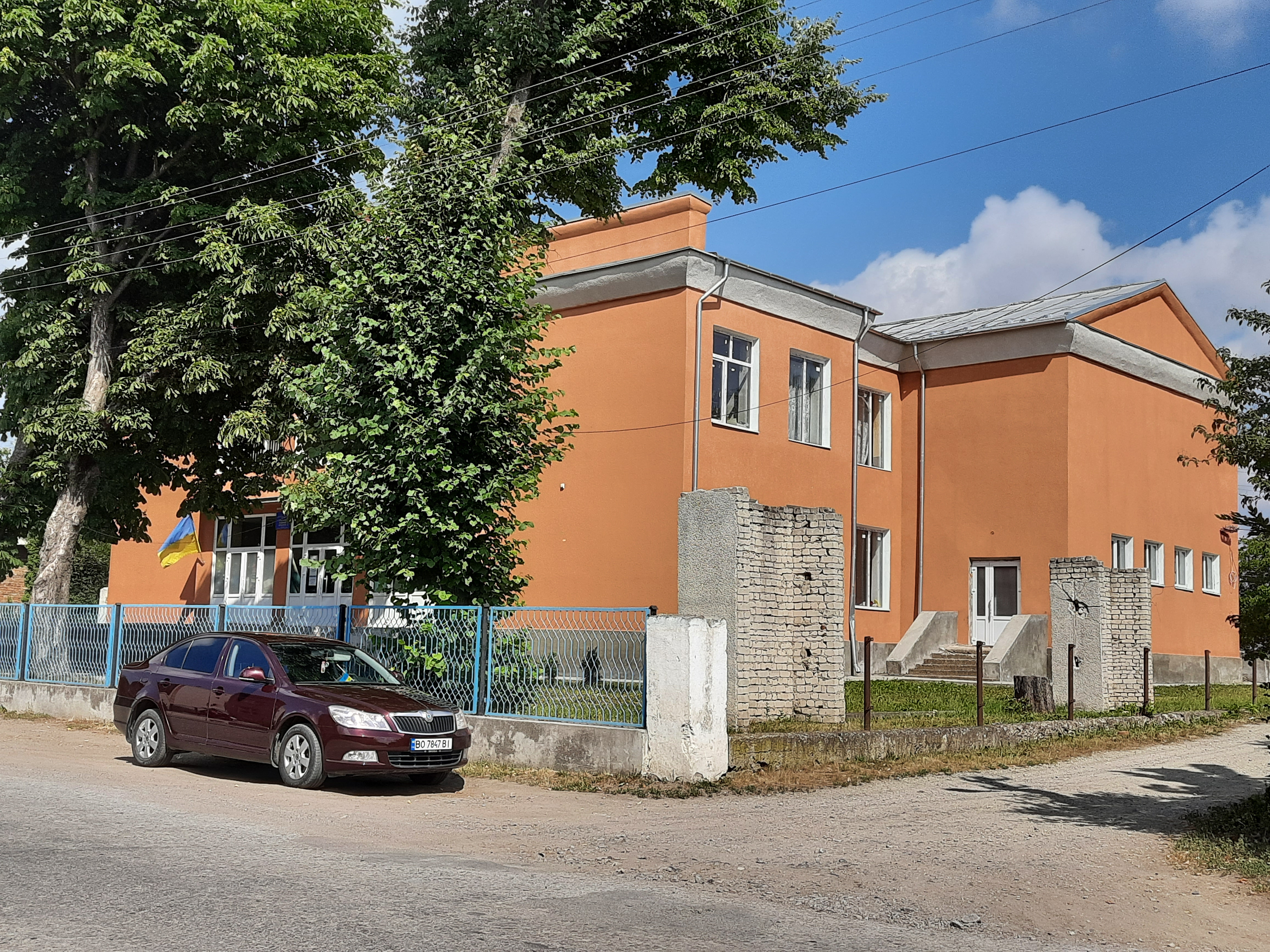
Адмінбудівля Іване-Пустенської сільської громади

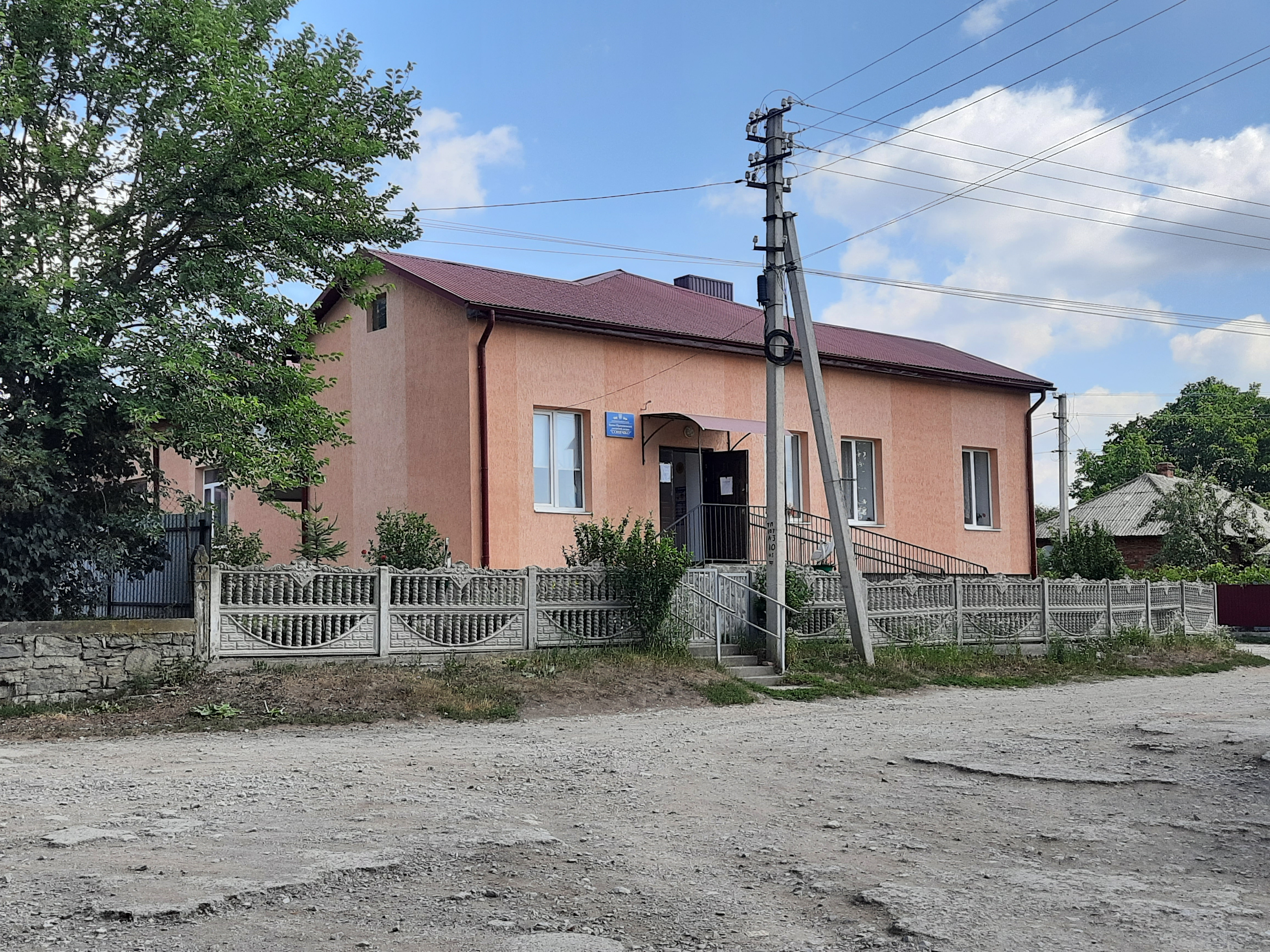
Дитячий садок

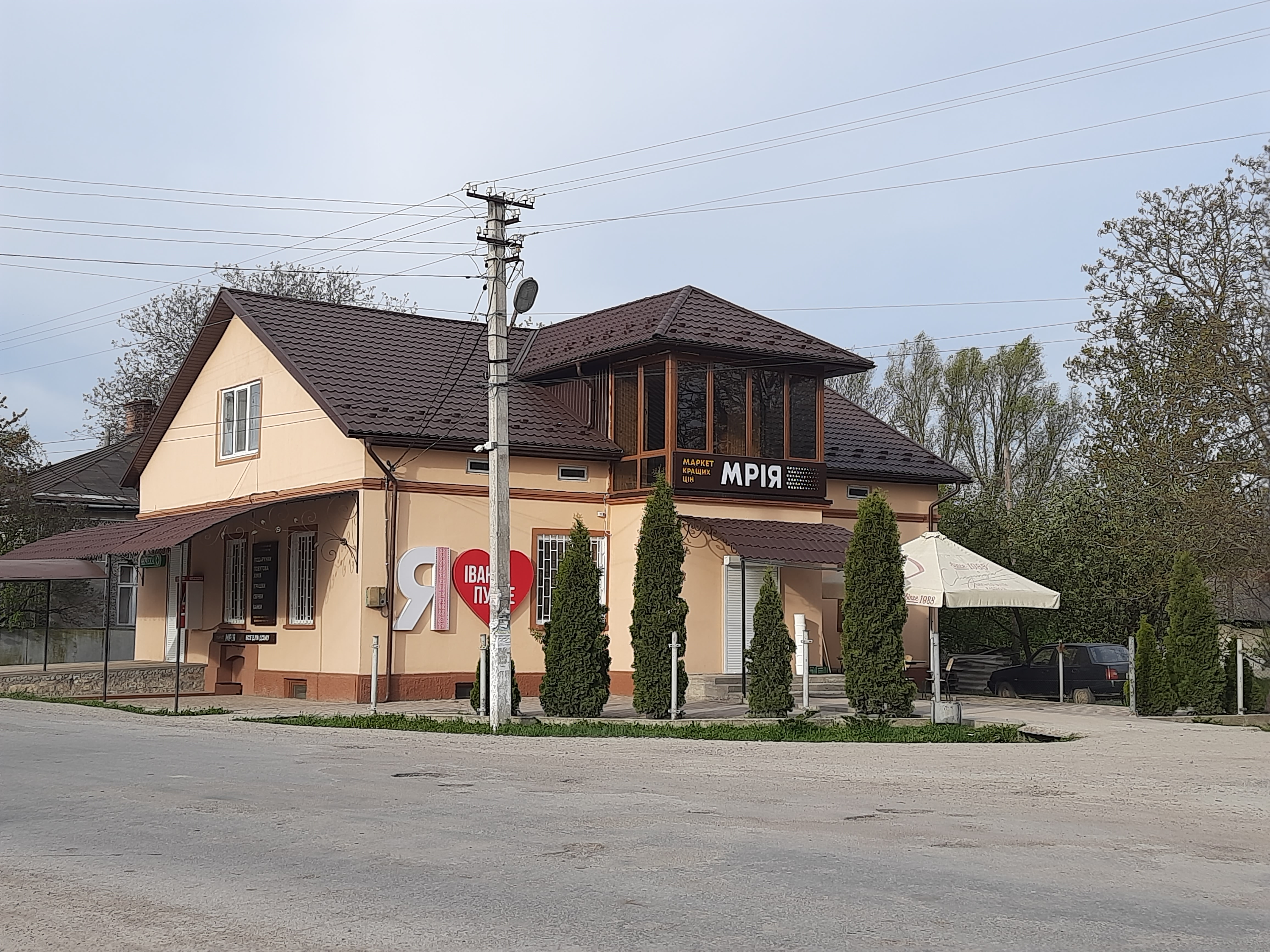
Крамниця

Іва́не-Пу́сте — село в Україні, у Іване-Пустенській сільській громаді Чортківського району Тернопільської області. Розташоване на півдні району, на висоті 300 м над рівнем моря і є найвищою точкою Борщівського району. До 2020 центр Івано-Пустенської сільської ради. Від 2020 центр Іване-Пустенської сільської громади.  Населення — 1868 осіб (2014).

## Географія
Село розташоване на відстані 371 км від Києва, 109 км — від обласного центру міста Тернополя та 20 км від міста Борщів (відстань напряму, не шляхами).
Село Іване-Пусте лежить на Волино-Подільському плоскогір'ї на висоті 245—294 м над рівнем моря у межиріччі Дністра і Збруча. Село знаходиться на віддалі 25 км від районного центру — м. Борщева та на віддалі 140 км від обласного центру — м. Тернополя.
У західній частині села розміщена залізнична станція, яка є кінцевою станцією на залізничній вітці Вигнанка — Іване-Пусте. Залізнична колія була прокладена до села ще в роки панування тут Австро-Угорщини в 1898 році, приблизно в цей же час було побудовано вокзал.
Станція «Іване-Пусте» є тупиковою, до 13 травня 2019 року двічі на добу ходив дизель-поїзд Тернопіль — Іване-Пусте.
Тернопільщина — древній край поселень праслов'ян. Східні слов'яни, які заселяли сучасну територію України, в IV столітті н. е. утворили велике об'єднання племен, відоме під назвою антів. Пам'ятки даного періоду у селі вивчали під-час розкопок у 1960—1985 роках представники Київського історичного музею (керівник експедиції Ганіна Оксана Давидівна). Виявлено стоянки трипільських поселень. Внаслідок розкопок, проведених даною експедицією у 1960—1985 рр., знайдено ряд жіночих бронзових прикрас, багато глиняного посуду, бронзові наконечники стріл. Крім пам'яток, залишених нам від скіфських племен, знайдено також зразки посуду та сільськогосподарських знарядь праці археологічної культури шнурової кераміки і так званого фракійського гальштату, яку датують ХІ-VIII ст. до н. е., тобто передскіфським періодом ранньої залізної доби.
Є відомості, що археологічні дослідження проводилися в даному регіоні значно раніше. Так, наприклад, у 1877 році проводила розкопки на теренах села польська археологічна експедиція під керівництвом Кіркора. В результаті даних досліджень знайдено багато зразків мальованого посуду та амулетів, що відповідає часу  перебування скіфських племен  на даній території. 
Дана територія досить багата археологічними пам'ятками різних історичних епох, але вони лише частково вивчалися у другій половині ХХ ст. Однією із таких дослідників була вищезгадана експедиція Ганіної О. Д., що вела дослідження від імені Київського Історичного Музею протягом 1960—1985 рр. У ході експедиції виявлено також ряд археологічних знахідок періоду Київської Русі. На даній території не простежується речових пам'яток більш пізнього періоду. Проте можна знайти певні спогади про цей край у польських джерелах. Серед таких джерел можуть бути зокрема хроніки, описи панських дворів, мирні договори  та інші земські документи, що регулювали життя тогочасного суспільства.

## Історія села
Поблизу Іване-Пусте виявлено археологічні пам'ятки доби мезоліту, культури фракійського гольштату голіградського типу.
Відоме від 16 століття.
Як  свідчать археологічні історичні знахідки, життя тут існувало вже в період неоліту (кам'яної доби). Дослідник Ярослав Пастернак у статті «Західне Поділля на заранні історії»[1] пише «…(4500-1500р до н. е.) внаслідок зміни кліматичних умовин населення Західного Поділля, як і всієї України та взагалі Європи, перейшло з кочівного на осілий скотарсько-хліборобський спосіб життя. Воно стало будувати тривні житла, навчилося виготовляти глиняний посуд і полотняну одежу та з розвитком віри в позагробне життя більш дбало про своїх покійників».
Головну групу залишених неолітичним населенням пам'яток становлять глиняний посуд, як цілий так і його уламки, із різнобарвним мальованим орнаментом, що його знайдено в 58 населених пунктах чортківської округи, серед яких названо й село Іване-Пусте. Така кількість знахідок виразно вказує на значний приплив нових поселенців з середнього Подністров'я та Побужжя. Це були представники трипільської археологічної культури, яких вважають предками сучасного українського народу. Територія, заселена даними племенами становила західну частину розлогих рівнин між Дніпром та Карпатами.
На території села, зокрема в його північно-східній частині, експедицією Київського історичного музею (керівник експедиції Ганіна Оксана Давидівна) виявлено стоянки трипільських поселень. Внаслідок розкопок, проведених даною експедицією у 1960—1985 рр., знайдено ряд жіночих бронзових прикрас, багато глиняного посуду, бронзові наконечники стріл, викопано та відправлено на дослідження в Київ піч-домницю для виплавки міді, знайдено гончарну піч та зерна проса.
Бронзові речі знайдено в 1958 р., коли в східній частині села колгосп проводив розчистку території під ставок.
В поселеннях трипільців, в тому числі тих, що знаходились на території сучасного с. Іване-Пусте, вперше знайдено металеві вироби, здобуті внаслідок торгівлі із іншими племенами. Серед них ми можемо знайти мідні шила, кинджали, бритву, різні прикраси, зокрема намисто.
Пізній палеоліт — це період наступу північних народів на наші землі, які в історії поділяють на три хвилі. Серед пам'яток того часу на даній території слід виділити залишки  такої археологічної культури, як культура шнурової кераміки, а саме кам'яні бойові сокири, одну з яких знайдено в с. Іване-Пусте.
На зміну  кам'яній добі прийшла бронзова епоха, а потім і залізна доба. У VI ст. до н. е.  на дані території прийшли скіфи (за відомостями інших джерел скити). Залишки поселення того часу збереглися і у Іване-Пустому.
Серед унікальних пам'яток того часу в Борщівському районі є виявлена на околицях села Іване-Пусте кам'яна миска, знайдена  внаслідок господарських робіт та бронзовий казан, що сьогодні перебуває у експозиції Краківського краєзнавчого музею.
Період бл.800-1340 рр. у історії України становлять княжу добу або ж раннє середньовіччя. Саме на цей час припадає поява неукріплених поселень. Залишки одного із них знайдено  на полі біля села, воно датується XIII ст. Це був період створення перших феодальних маєтків, залишки яких збереглися у с. Кудринці, Кривче, Окопах.
Землі західного Поділля входили до складу Галицько-Волинського князівства. Вони були досить густо заселеними. Часто зазнавали набігів монголо-татар. Після смерті у 1340р останнього князя із роду Романовичів, дана територія переходить  під владу польського короля Яна Казимира, аз 1349 по 1393 рр. перебували під владою Ольгерда, братів Коріатовичів, потім литовського князя Вітовта та Свидригайла. Дана епоха відзначається як період посиленого розвитку феодалізму. Місцеві феодали контролювали практично всі території, створюючи великі землеволодіння та маєтки. Не становили винятку і  території сучасного с. Іване-Пустого.
Із 1434 року землі села потрапляють до складу Польського королівства, а після першого поділу Польщі у 1772 році переходять до монархії Габсбургів, від 1867 — Австро-Угорщини.
Як відомо, давні села виникали в долинах річок. Не становило винятку і вказане село. Так спочатку воно будувалось у долині річки Рудіки, що була правою притокою р. Збруч. У долині річки росло багато верб та лози. Відомо, що у давньоукраїнській мові верби називали «івами». Можливо саме від цього і походить назва села, тобто «Іване». Пізніше русло річки пересохло і сьогодні на її місці залишився лише невеликий струмок. Друга частина назви пов'язана із такою легендою. Із розповідей старожилів відомо, що приблизно наприкінці XV-початку XVI століть у селі була досить сильна епідемія чуми. Внаслідок епідемії померло майже все населення села і люди, що проходили через село говорили, що Іване уже пусте. Саме з цим пов'язують появу другої частини назви села. Перекази свідчать, що пошесть чуми відступила лише тоді коли на всіх чотирьох сторонах села було встановлено освячені у місцевій церкві хрести.[2]
Існують, звичайно й інші версії щодо заснування села та походження його назви. Зокрема, за розповідями старожила села Касіяна Миколи записано такий переказ.
Ще в період татарського лихоліття, втікаючи від орди, у густому лозняку, що був у долині річки поселився селянин, якого звали Іван. Він проживав сам, тому прозвали його Іван Пустий. Згодом на цьому місці було створено поселення, що отримало назву Іване-Пусте.
Із розвитком село  переміщалось із долини на північ в напрямку лісу, але поступово ліс викорчували і на сьогодні від нього залишилась лише невелика смуга.

### Історія села у ХІХ столітті.
Більша частина  земель, лісів, пасовищ належала поміщику. У 1846 р.в селі було 185 кріпацьких дворів, крім того 51 родина жила в дворі графа Боровиковського. Сума грошового податку державі із селі становила 616 золотих ринських. Селяни, окрім податків виконували різні повинності у маєтку графа. Так, наприклад кріпак Бучковський Степан, який мав 2 морги поля, платив поміщику 0,3 ринського грішми. Крім того, він повинен був відробити 12 днів панщини, зокрема 6 днів відпрацювати на панщині кіньми або 42 дні пішо, 14 днів волами або 57 днів пішо (тобто не використовуючи тяглову силу[3]).
Визвольна війна 1648 р. була всенародною. Іван Крип'якевич, у своїй книзі [4] пише: « … В 1648 році вся Україна, починаючи з Лівобережжя і аж до Карпат, була охоплена народним повстанням, усюди піднялися маси селян та залежних і повели гарячу боротьбу за визволення з-під шляхетського гніту. Головною і вирішальною силою визвольної війни було  селянство — основний і найчисельніший клас феодального суспільства»
Не оминула хвиля народної боротьби і Поділля, в тому числі й Іване-Пусте. Особливо активізувався рух селян тоді, коли загони Максима Кривоноса підійшди до Кам'янця-Подільського. Було вигнано польського економа, селяни вливались у козацькі війська, грабували та палили польські маєтки. Це не залишилося поза увагою польського уряду: на Поділля було направлено кілька каральних загонів польської армії, один із яких розміщувався поблизу міста Кам'янця-Подільського. Саме на початку 1653 року під час набігів польських військ село зазнало жорстокого спустошення. Свідченням про агресію польської армії можуть служити такі слова польського поета О. Твардовського: « Ні на  яку стать не вважав розлютований жовнір, ні на дівчину, ні на вагітну жінку, ні на невинних дітей на грудях матерів. Головний верховода Стефан Чарнецький, який своєю жорстокістю проти „черні“ перевершив Ярему Вишневецького, проголосив клич: на розплід не залишати русина».[5]
Як відомо, село знаходиться біля шляхів на Кам'янець-Подільський, Хотин та  Заліщики. Восени 1653 року по цьому шляху на Поділля проїжджав польський король Ян Казимир із своїм військом. Під Жванцем вони розклали укріплений табір. Внаслідок цього походу польська армія знову піддала село  значному спустошенню.  Пізніше село зазнавало грабуваня від польських жовнірів під керівництвом Ходкевича, а також турецьких навал.
Місцеві селяни здавна вели землеробський спосіб життя. Після скасування панщини на захіно-українських землях у 1848 році із 1320 гектарів орної землі  поміщику належало 720 гектарів, церкві-18 гектарів, а решта (близько 582 гектари)-селянам.[6]
Перебуваючи у складі Австро-Угорської імперії селяни, з роками, біднішали. З'являлися заможні люди та зовсім безземельні, які повинні були служити в наймах у місцевих панів. З часом розпочалася хвиля еміграції, що не оминула й Іване-Пустого.
Напередодні Першої світової війни село покинуло сорок чоловік, що в основному виїхали шукати кращої долі у Канаді та США. Австрійський уряд мало, а якщо фактично, то взагалі не приділяв уваги розвитку культури, освіти, медичного обслуговування на нашій території. Так, наприклад, лікаря у селі не було зовсім, як і вчителів та й самої школи, читальню «Просвіти» створено  на початку 20-х рр. ХХ ст. Проте, уже в 1858 році (за указом № 10960 від 16.03.1858) було засновано двокласну школу. За даними архіву, у 1866 році дітей шкільного віку було у селі 77, проте у школі навчалось всього лише 42 учні. Сама школа розміщалась у старенькому приміщенні та в найманих селянських хатах.

### Період 1914—1939 років
Із війною 1914 року у село прийшли нові лихоліття. Із села на фронт добровольцями пішло понад 100 чоловік, проте повернулось  менше половини, а 12 з них стали інвалідами. Незважаючи на воєнні дії, війна принесла у село хвилю національного пробудження. У селі організовано спортивно-військове товариство «Січ», яке згуртувало досить велику кількість свідомої молоді. Очолював її Іван Шмиглик. Учасниками збройних формувань визвольної боротьби 1914—1920 рр. були й уродженці села: Гнатюк Яків, Кушнірик Іван (певний період був булавним УГА), Чубей Павло, Андрійчук Михайло та ряд інших[7].
За спогадами сельчан у склад армії Січових Стрільців восени 1916 року добровольцями пішли Пилипик Аксентій Гнатович, 1899 р. народження та Николаїшин Іван Васильович 1898 р. народження. Згодом вони поповнили ряди УГА, а повернулись у рідне село наприкінці 1918 р.
Наприкінці першої світової війни відбулася злука ЗУНР з УНР 22 січня 1920 р. У зв'язку із цією подією у селі відбулись деякі зміни. Однак скоро на західну Україну, яка століттями стогнала під ярмом поневолювачів, вдерлися польські загарбники. Добре озброєні війська генерала Галлера створили  для Галицької Армії критичну ситуацію, що вимагала радикальних рішень. Було прийнято рішення про відступ на південь для об'єднання із військами УНР.
Крім того із сходу наступали війська білогвардійців та Червоної армії. Останні перебували у селі у 1920 році, проте не змогли тут закріпитися.
Внаслідок Ризького договору 1919 року Західна Україна та Волинь потрапили під владу Польщі. Польський уряд проводив політику ополячення. Для прикладу можна навести той факт, що український селянин не мав права купити шматок землі, яку продавав поміщик із свого маєтку. Натомість найкращі за родючістю землі діставалися вихідцям з Центральної Польщі, що переїжджали сюди разом із своїми родинами. Внаслідок такої політики майже біля кожного села створювались так звані мазурські колонії. Саме така колонія появилась біля села Іване-Пусте у середині 30-х років ХХст.
Вона складалась із 35 добре впорядкованих дворів із цегляними будинками та господарськими приміщеннями, криницями, городами та садами. Незабаром тут було відкрито простору двоповерхову школу (це в той час коли в селі не було ніякої школи), потім закладено перший камінь під будівництво костела. Даний хутір отримав назву «Янувка Слонечна» (в перекладі з польської мови означає Іванівка Сонячна). Відносини між селянами та колоністами не завжди були приятельськими.
Крім мазурської колонії, у селі було 28 польських родин. Репресувалась українська мова і культура. У селі збудовано «постерунок», в підвали якого кидали українських патріотів. Особливо небезпечних засилали в каземати Берези Картузької. Ув'язнений там був Греськів Микола Петрович. Він повернувся додому в 1939 році після приєднання, внаслідок договору Молотова-Рібентропа, Західної України до УРСР, довгі роки працював потім старшим бухгалтером заготзерно.
У 1936 р. розпочато  будівництво нової школи. Воно велось за рахунок держави, так як сільська школа була польською, то була так звана «чотириклясова школа» і містилась вона в старому приміщенні, якого давно вже немає, і в сільських хатах. Польські власті проводили політику ополячення. Вчителі переконували дітей, що вони русини, і земля, на якій вони живуть називається Малопольська. Людей з вищою освітою у селі фактично не було, так як селянинові було не під силу оплачувати за навчання. У пам'яті людей збереглись прізвища вчителів Мисловський, Грабовський, Андрусівна та Анастазієвська. Поляки об'єднувалися у свою організацію «Сокіл», був у них власний клуб, а також цегляний завод.
Окрім рільництва, селяни займались садівництвом, як додатковий промисел розвивалося бджільництво. Землю обробляли в основному кіньми та звичайним сільськогосподарським реманентом, зокрема плугами, боронами та іншими знаряддями. У 30-х роках почали появлятись машини-молотарки, одна з таких була у місцевого коваля Чубея Павла. За сприяння товариства «Просвіти» у селі з'явилась  ще одна молотарка та сівалка, якою селяни користувалися по черзі. Як і в більшості сіл Поділля, у Іване-Пустому зберігався звичай так званої толоки (суть полягає в тому, що все село сходилося до одного із своїх односельчан і виконувало різного роду роботу, наступного дня така толока відбувалась у іншого селянина і т. д.). Толоками виконували багато  сільськогоподарських та будівничих робіт. Основна маса селян було середнього достатку, проте посилювалось майнове розшарування. Тому для декого єдиним способом вижити стала еміграція за кордон.
В період польського панування село покинули більш ніж тридцять чоловік. Проте було ряд заможних селян, що зуміли пристосуватися до важких умов польського панування. Ці селяни-господарі зуміли накопичити свій капітал та створити міцне та успішне господарство власними руками та мозолями. Саме ця еліта села і зазнала найбільшого переслідування за часів масової колективізації українського села: більшість із них були репресовані у Сибір, а землі їхні передані у земельні фонди новостворених колгоспів.
У 1938 році сільська громада розпочала будівництво нової церкви. Але, на жаль, згоди щодо вибору місця під фундамент нової святині не було. Саме тому робота просувалась досить повільно і справа далі фундаменту не пішла. Стосовно коштів на фундамент, то за свідченнями старожилів вони збиралися від продажу яєць, які кури знесли в неділю. Роботою керував комітет, в склад якого входили Кушнірик Іван — голова села, Кушнірик Василь, Кушнірик Никифор, Чубей Василь, Бойко Кирило, Бурачик Іван, Кузимка Дмитро, Качківський Йосип.
Що стосується культурного життя в селі, культурну роботу серед місцевого українського населення проводила «Просвіта». Поширення просвітянського руху у Борщівському районі припадає на початок 90-х років ХІХ століття. Так у 1891 році у Борщеві засновано читальню, а у 1892 році розпочато діяльність просвітянців у моєму селі. Уже на 1908 рік у районі діяло 52 читальні «Просвіти». Іване-Пустенська вітка «Просвіти» нараховувала понад сто чоловік. Особливе піднесення  у діяльності «Просвіти» наступило після виникнення у селі  молодіжного спортивного товариства  «Січ». За ініціативою січовиків почалось спорудження будівлі для читальні «Просвіти». Будівництво  велось власними силами на пожертвування односельчан. Чимало сил цій справі віддали славні вихідці нашого села, що пізніше  зайняли високі духовні чини, тоді ще студенти духовної семінарії. Це майбутній  ректор Станіславської духовної семінарії Аксентій  Бойчук  та місіонер єпископ Степан Вепрук. Дана споруда і справді існувала, проте загинула під час пожежі. Сьогодні на її місці знаходиться пам'ятник воїнам-односельчанам. Будинок — скромна сільська хата, проте тут був зал і сцена, у бічній кімнаті колись розміщувалась кооперативна крамниця, а потім бібліотека. Попри свої розміри, ця споруда була справжнім культурним центром села. Найбільший розвиток «Просвіти» припадає на середину 20-х ХХ ст. Кількість  членів  організації значно зростає за рахунок створення молодіжних організацій, зокрема «Пласту» та  «Лугу». Діяльністю даних об'єднань  тривалий час піклувалися  Боднарчук Микола, Клим Степан, Кузимків Дмитро, крім того багато років головою  організацій був отець Чолган.
Організація «Пласт» активно діяла у 1928—1930 роках. Приймали в дану організацію строго за згодою батьків  та з вимогою дотримання статуту організації. Пластуни мали свій стрій (форма), займались спортом, вивчали історію свого краю, поважали старших, брали участь у масових культурних заходах, що проводились у селі. Тривалий час керівником організації був Никифорчин  Микола, а його помічником–Стефанчук Петро. Серед активних членів слід виділити Паскарика Павла, Чопика Івана, Чубея Максима, Годійчука Івана та Кушнірика Івана.
На початку 30-х років на зміну «Пласту» прийшло громадське товариство «Луг», що включило в себе майже всю молодь села. Це була багаточисельна та досить активна у громадському відношенні організація, що продовжила традиції «Пласту», крім того «Просвіта» організовувала різні культурно-масові заходи.
При «Просвіті» діяли гуртки художньої самодільності. Славивися своїми виступами просвітянський хор, диригентами якого були Гомотюк (директор повітсоюзу) та місцевий дяк Боднарчук Микола. У репертуарі хору було досить багато різних пісень, як народних, так і відомих українських творів. Цей хор водночас був і церковним хором. Крім хору в той час у селі існував досить сильний драматичний гурток, що ставив  багато різних вистав. Підсумовуючи сказане, варто зауважити те, що постановка будь-якої вистави потребувала не лише тривалих репетицій та артистичності, а ще й дозволу  від старости села та від начальника польського гарнізону жандармерії (він занаходився на вулиці Краківській), що не завжди вдавалося. Тривалий час старостою села був українець Бурачик, а згодом став поляк Пустановський.
«Просвіта» не мала державної підтримки, а існувала за рахунок членських внесків, пожертвувань, коштів, виручених від вистав, господарської діяльності. При «Просвіті» існувала бібліотека, невелика кооперативна крамниця. Крім того, частина коштів виділялась на потреби гуртків (в основному на придбання декорацій), на купівлю сівалки та молотарки, якими селяни почергово користувалися, а також на спорудження будинку для повітового союзу української кооперації. У цьому заході взяли участь всі навколишні села. Освячення будинку було досить важливою подією, своєрідним українським святом. Даний будинок зберігся і до сьогодні, його звикли називати райсоюз, бо раніше там розміщувалась база Продрайсоюзу, потім магазин, а пізніше швейна майстерня.
Просвітянці були провідниками й у інших масових справах, зокрема в започаткуванні будівництва нової церкви. Свою роботу «Просвіта» призупинила в 1939 р.
У ці часи діяла підпільна організація націоналістів ОУН. Активним організатором підпільних трійок у селі був Никифорчин Микола Микитович, 1912 р. народження. житель села. Вже в 1935р восени було 10 груп трійок. Вони  діставали  спеціальну літературу, вивчали історію України, допомагали в  організації роботи товариствам «Пласту», «Лугу», «Просвіти». Кожен  член ОУН повинен був добре володіти вогнестрільною зброєю. Першими членами ОУН були Крайовський Кирило, Бугера Степан Петрович, Яковишин Микола Микитович, Никифорчин Михайло, Чопик Матей, Стефанчук Петро, Паскарик Іван, Поліщук Микола, Греськів Микола.
Була організована група ОУН при Союзі споживчої кооперації, що очолював Дерешівський Роман. У 1938—1939 роках швидко почало зростати кількість членів ОУН, що згодом поповнили лави загонів УПА.

### Село в період Другої світової війни та в радянському періоді
Восени 1939 року західноукраїнські землі були об'єднані із УРСР в складі СРСР. Вперше за досить тривалий період в українській історії в одній державі було об'єдано більшість етнічних територій нашого народу, з іншого боку, західноукраїнські землі потрапили під владу сталінського тоталітаризму, що був на той час в СРСР. Серед позитивних змін в селі слід виділити те, що було розподілено поміщицькі землі графа Боровиковського, яких було 720 га, сільським комітетом, до якого входили Танасійчук Гнат Іванович, Кузимків Дмитро Михайлович, Гордійчук Іван Пилипович, завершення будівництва нової школи, створення  споживчої кооперації, передача їй цегельного заводу, що належав польському товариству «Сокіл». Проте зразу перестали працювати товариства «Просвіта» і всі молодіжні організації, що існували при ній. Однак пізніше радянська влада створила власні.
А невдовзі приступило до роботи НКВС. Були арештовані активні учасники життя села, зокрема Крайовський  Кирилло Семенович, Бугера Степан Петрович, Яковишин Микола Микитович. Всі троє згодом розстріляні у Чортківській тюрмі. Крім того заарештовані Прудивус Степан, Паскарик Степан Павлович, що працював завскладом та продавцем. Вони не повернулися додому, їх доля невідома. За незаконне зберігання зброї заарештовано Никифорчина Павла.
Взимку 1940 року в досить сильні морози було виселено польських колоністів. Очевидці розповідають, що біля сільської ради  зібралося майже все село і, дочекавшись вечора, кілька возів направились до польської колонії. Без попередження та без підготовки люди збирали все, що могли взяти із собою. Близько півночі їх відправили на місцевий вокзал і відправили в невідомому напрямку. Як пізніше з'ясувалося — на Сибір. Тоді ж вивезли із села тих поляків, члени родин яких на той час служили в польській армії, або втекли на територію Румунії. Інші польські родини пізніше були переселені в Польщу.
Перед війною із фашистською Німеччиною було арештовано чотирьох робітників залізниці: Никифорчин Павло Іванович, Бойко Василь, Паскарик Петро Якимович, Гула Павло. Видала їх продавчиня вокзального ларка за те, що вони, напившись, хвалили Гітлера чи то пили за його здоров'я. Всіх їх разом забрали і про подальшу долю нічого невідомо.
На увічнення пам'яті загиблих у селі в 1942 році було зведено насип, який згодом після звільнення від фашистів робітники НКВС та їх служба завзято нищили: скинули хрест, який через деякий час знову появлявся на своєму місці. Остаточно могилу зруйновано у 1958 році.
Окупація села фашистами проведена 8 липня 1941 року. Прихід їх ознаменувався неординарною подією. За доносом поляка арештували трьох чоловік, зокрема Паскарика Матея Якимовича, Гаврилюка Якова Семеновича, Вівчара Теодора. Паскарику Івану вдалось уникнути арешту. Усіх їх мали повісити. Яків Гаврилюк згодився провести німців до Паскарика Івана, проте по дорозі втік і тривалий час переховувався у сусідьому селі Залісся у сестри. Розлючені таким вчинком  фашисти вирішили повісити хоча б двох, що залишилися. Проте люди, зійшовшись усім селом, провели переговори із окупантами. У переговорах брали участь Кушнірик Іван Васильович, Танасійчук Павло, що володіли німецькою мовою. Саме вони відговорили німців від акту розправи, всіх було помилувано, а Кушнірик Іван був обраний комендантом Мельниці-Подільської.
Але це були поодинокі випадки, тому більшості людей не вдалося уникнути розправи гестапо. Були арештовано у 1942 році інтелігенцію села. Частина із арештованих було розстріляно, а інших чекав холодний Сибір. Прийшовши в село, німці зразу встановили ряд податків. Зокрема було окільцьовано всю худобу, селянам заборонялось молоти зерно на жорнах, люди сплачували податки за землю (3 центнери від 0,6 гектара).
Проте, незважаючи на важку ситуацію, не всі людські серця зачерствіли. Саме тому, коли в 1942 році у Карпатах була повінь, то в селі перебувала група дітей (60 дітей різного віку) із постраждалих регіонів (в основному Коломийщина).
Поряд із репресіями, окупанти також практикували вивіз молодих людей на примусову роботу до Німеччини (це так звані остарбайтери). Більшість із них повернулася, проте були й такі, що більше не побачили рідної землі. Незважаючи на гніт нових властей, у селі все ж  велася культурна діяльність. Значну роботу  в напрямі культурного та патріотичного виховання молоді проводило товариство «Відродження», активно діяла жіноча громада на чолі з Олесюк Ганною Василівною.
У квітні 1944 року село було звільнено від фашистської окупації. Із приходом нової влади люди опинились у надзвичайно складній ситуації. Було оголошено загальну мобілізацію до лав Червоної Армії, частина чоловіків пішла на боротьбу з фашизмом, а інші залишилися у лавах УПА, що діяли на території району і входили до складу військової організації «Лисоня».
У лавах Радянської армії брало участь 254 вихідці із даного села, з яких 92 чол. не повернулися з війни живими. Імена загиблих односельчан викарбувано на меморіальній плиті пам'ятника, встановленого на їх честь біля школи у скверику. Додому повернулися 162 воїна, з них 15 інвалідів.
У лавах УПА воювало близько 60 чол., в основному молодь. Мало хто з них залишився серед живих бо на ліквідацію загонів УПА було відправлено чималі військові сили працівників НКВС, що неофіційно називали рубашниками, яструбками.
У 1944 році вдома убито Бойка П. І., при перестрілці загинув Семенів І. П. та його мати, при огляді зброї випадково загинув Пилипик В. П. На Гермаківському полі, поблизу села, застрелили Цюника І. С., Вівчар С. Т. був убитий у лісі.
В подальші роки терор продовжувався. Так в наступний рік  було вбито більш як 25 жителів села, пізніше ще більше 30 чол. За свідченнями старожилів та свідків тих кривавих подій за свободу власного народу загинули (роки  не встановлені) Пуляк Я. П., Гребінчук І. М., Никифорчин М. М., Бойко С. І. — у Збручанському (Новосілці).
Їх задушили газом у невеликій печері "Цапова нора’’. Трупи вбитих НКВС виставляло під будинком у себе для впізнання, а потім вивозили в долину за Мельницю (тепер там фабрика «Світанок»), де їх розтягали собаки, зрідка рідним вдавалося їх звідтіля викрасти.
У загонах УПА була сувора дисципліна, жорстоко карали за відступництво, зраду. За такою підозрою були страчені Крайовський Степан Дмитрович, стрибок; Чубей Віра Василівна, член ОУН-УПА, Паскарик Павло Матейович, член УПА, здався, Крайовська Анна Миколаївна і син Василь Дмитрович, Волощук Іван — за доноси, Гурлик Іван Васильович здався. Царинний Степан і Царинний Михайло Юрковичі, Яцків Іван Олексійович, лісник, — за доноси.
Як донощиків страчено  двох братів Берницьких, Тостановського Степана та ще 9 поляків.
Кінець 40 — початок 50х рр. були роками репресій. Покінчивши з УПА, НКВС проводило арешти та виселення населення. Збереглися такі факти:
- у 1952 році в Чортківській тюрмі загинув Кузимка Іван Дмитрович;
- Тостановський Іван Васильович був застрелений у себе на городі;
- Бойчук Катерину солдати вбили у її хаті;
- Бойчук Наталю Павлівну 10 квітня 1946 р. застрелив солдат, коли та йшла на толоку;
- Бойчука Степана Миколайовича розтріляли у серпні 1944 р. тому, що місцева єврейка-медсестра сказала, що рани на ногах він зробив сам, щоб не йти до армії;
- Кушнірик Іван Васильович, сільський активіст. Під-час німецької окупації був комендантом у Мельнице-Подільській, розстріляний  військами НКВС навесні 1944 р.;
- Никифорчин Іван Павлович — закатований МБД у 1950 р.
- Гуцуляк Петро Миколайович розстріляний НКВС;
- Бойчук Аксентій, священник, ректор Станіславської семінарії, отримав 10 років таборів
- Бойчук Йосип, брат Бойчука Аксентія, священик, відбував ув'язнення в концтаборі, повернувся разом із братом в село
- Шмиглик Максим Якович був арештований в армії, суджений на 10 років за те, що був при німцях старостою села, повернувся додому, помер у 1979 році;
- Бойко Микола Семенович повернувся з полону і був засуджений на 10 років, вернувся додому, але швидко помер.
- Чубея Василя Марковича судили в армії на 10 років, пропав безвісті.
- Випрук Степан відбув 10 років заслання  -  греко-католицький єпископ, аргентинський пенсіонер, доживав віку тут, у селі.

Жорстоко сталінський режим розправився із всіма, хто мав будь-яке відношення до УПА. Засуджені брати Колодрубські Павло і Степан Дмитровичі на 10-15 років і вислані в Сибір, після відбуття терміну покарання оселилися в Кривому Розі. Степан там і помер в 1993 році, Павло вернувся у рідне село, де помер в 1992 році.
Піймали Боднарчука Івана Миколайовича, судили на 15 років, у 1951 році арештували його брата Василя, за зв'язки з УПА отримав 8 років, кару відбували на засланні. Після звільнення із заслання стали священиками, дослужились до високих санів. Василь був владикою, помер в дорозі внаслідок серцевого приступу, похоронений на місцевому цвинтарі поряд із могилою своєї матері, Іван проживає у м. Тернопіль.
У лютому 1948 року одноосібні господарства добровільно-примусово об'єднувалися у колгосп, що назвали «Імені 30-ти ліття Радянської Армії». Площа угідь господарства становила 1239 гектарів орної землі, середня врожайність була 4,8 центнера з гектара; налічувалось 12 голів ВРХ, 8 свиней, 10 овець, птахоферма, від реалізації продукції одержано 25134 крб.
Жалюгідною була оплата праці колгоспника- на трудодень він отримував 12 копійок, 30 грам зерна. До того ж кожен  двір мав здавати  державі вовну, яйця, м'ясо, молоко, не маєш- купи, але здай! Тим більше надавалися «добровільні» позики на відбудову промисловості та сільського господарства.
Всі роботи в господарстві спочатку виконувались вручну, бо в Михалківській МТС, що розміщалась в селі, було всього 4 трактори, що обслуговували колгосп Мельниці-Подільської.
У 1947—1948 роках був голод, низькі заробітки в колгоспі штовхали людей на  крадіжки, за які жорстоко карали, наприклад, ув'язненням на різні терміни. Часто за незначні крадіжки (кілька жмень зерна та ін.) люди відбували досить серйозні покарання.
В особливо важких умовах жили переселенці. Перша група, в складі якої було 19 родин, приїхала в жовтні 1945 року із Лемківщини.  Друга група налічувала 16 родин із околиць Перемишля і прибула в село наприкінці грудні 1945 року, проте згодом 8 родин виїхало з села на Львівщину. В загальному на 1946 рік в селі налічувалось 28 сімей переселенців. Одна із таких людей згадує, як їх вивозили із рідних місць, дозволяючи брати лише найнеобхідніше, а коли село залишалось порожнім, то хати підпалювали.
У квітні 1960 року було об'єднано колгоспи «30-ти ліття Радянської Армії» та «Комсомолець» (сусіднє село Пилипче) і названо «Дружба». Проте дане господарство проіснувало лише рік і через даний термін господарство знову роз'єднали, але назва залишилася за місцевим господарством. У 1961 році господарство стало спеціалізованим, а у січні 1963 року відбулось об'єднання районів. Створено Борщівський район, колгосп отримав назву «Імені Фрунзе». Стан господарства дещо покращився, проте воно і надалі залишалось нерентабельним. Про це свідчить такий факт. У 1961 році посаджено молодий сад, але вже у 1964 році він за одну ніч був викорчуваний а площу переорали. Існує думка, що сад знищено тому, що продукція із нього поступала лише до вищого районного керівництва, а доходів господарству не давав. Така доля чекала і звіроферму, яку було зруйновано дещо пізніше.
Позитивний вплив на розвиток села мала його електрифікація, що дала можливості для розвитку сільського господарства та сприяло його економічного росту. Це видно із таких даних: у 1959 р. доходи господарства становили 214987 крб, в неподільний фонд відраховано 10614 крб.
У 1962 р. загальні доходи становили 553278 крб. Або 2,5 раза більше, ніж в 1959. Неподільний фонд колгоспу становив 107623 крб., збільшився майже в 10 разів, доходи від тваринництва становили 337243 крб., зросли в 2 рази, вироблено м'яса на 100 га угідь 285 ц, це в 1,8 рази більше ніж в 1959 році.
(Матеріали звітів колгоспу за 1959 і 1962 роки)
У колгоспі ім. Фрунзе в 1959 році було вже 13 тракторів, 3 зернових комбайни, 4 силосорізки, 2 кормозапарники та багато інших механізмів, які полегшували працю людей, підвищували продуктивність, здешевлювали вироблену продукцію. За наступний господарський рік колгосп одержав 268 000 прибутку, урожай пшениці становив 18,5 ц з 1га. Більш прибутковим стало тваринництво, зросла оплата праці колгоспників. У колгоспі працювали спеціалісти с/г, які мали відповідно вищу чи середню освіту. Партійна організація налічувала 22 чол., всі керівні посади займали виключно комуністи, секретарем парторганізації був Микола Буратинський, комсомольська організація нараховувала 89 чол., але діяльності ніякої вона не проводила. Із 1960 року головою господарства був Матущак Андрій Степанович.
На початку 70-х років у колгоспі було всієї землі 1500 га, орної 1244 га. У господарстві було 18 тракторів, 5 зернових комбайнів,2 кукурудзозбиральні, 3 бурякозбиральні, 12 автомобілів, 9 тваринницьких приміщень було збудовано на той час на 975 голів худоби; лазню з пропускною можливістю 20 чол. У лютому 1971 року почалась в районі нова хвиля об'єднань. На цей раз колгосп ім. Фрунзе об'єднали із
[1] Збірник «Заліщицька земля у спогадах емігрантів». Книжково-журнальне видавництво «Тернопіль»1993р
[2] Дані встановлено за свідченнями старожилів
[3] За матеріалами документу «Уклад регуляції паньщини і інших інвертарських повіносці дня 25 листопада 1846 р. до лічби 78888. Метрика № 1821»
[4] Крип'якевич Іван «Богдан Хмельницький», Київ, 1954,стор. 192
[5] Крип'якевич Іван «Богдан Хмельницький». К.,1954, с.192
[6] за матеріалами Борщівського архіву, Тернопільської області.
[7] Журнал «Літопис Борщівщини», вип. другий 1993 р., с.90-95.

### Після відновлення незалежності України

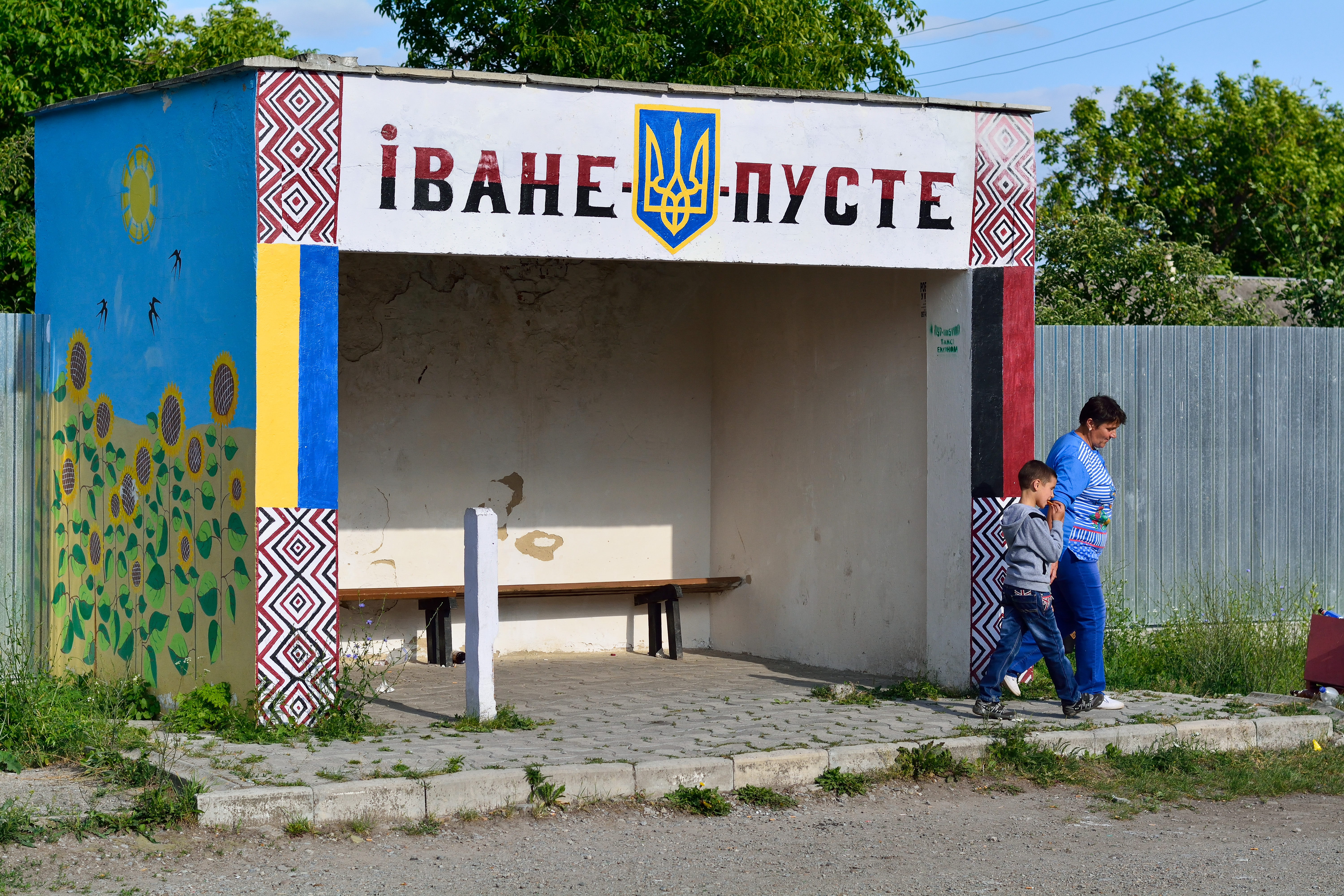
Зупинка Іване-Пусте

З 1991 року Іване-Пусте в складі незалежної України.
Від 2020 року адміністративний центр Іване-Пустенської сільської громади.

## Населення, традиції
З народних промислів розвинуті ткацтво та вишивання.
Село розташоване на території наддністрянського (опільського) говору. До «Наддністрянського реґіонального словника» внесено такі слова, вживані у Іване-Пустому: корито («ночви»), під («горище над хатою»).
За даними перепису населення 2001 року мовний склад населення села був таким:
| Мова       | Число ос. | Відсоток |
| ---------- | --------- | -------- |
| українська |           | 99,5     |
| російська  |           | 0,4      |
| польська   |           | 0,05     |
| молдовська |           | 0,05     |

## Релігія
- церква святого апостола Івана Богослова (1763, дерев'яна; 1997, мурована; автори розпису Ярослав Бурда і Степан Мамчур, УГКЦ) з дзвіницею (1775);
- капличка з нагоди 2000 років від народження Ісуса Христа (2000);
- скульптура Скорботного Ісуса.

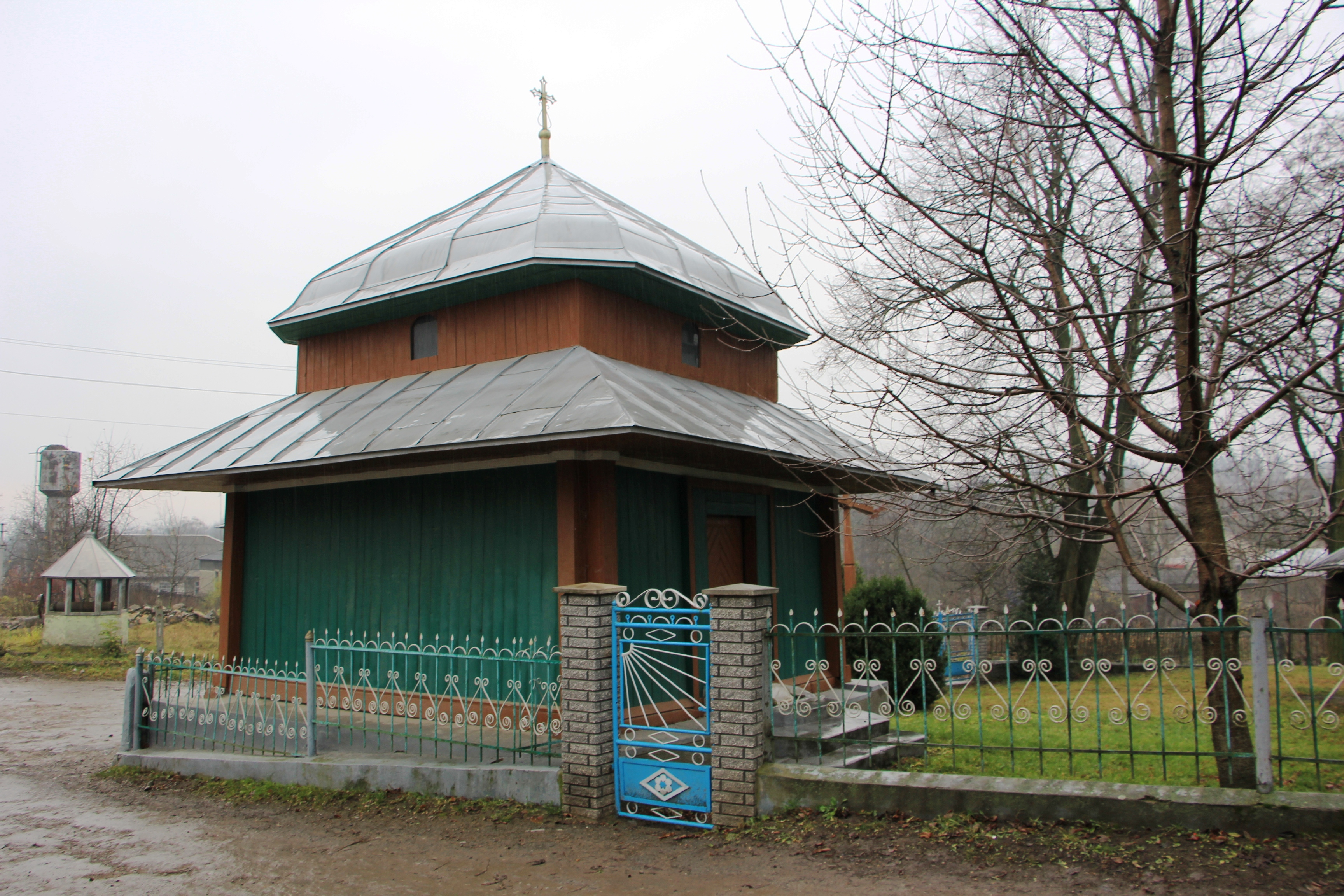
Церква Івана Богослова 1763 (дзвіниця)
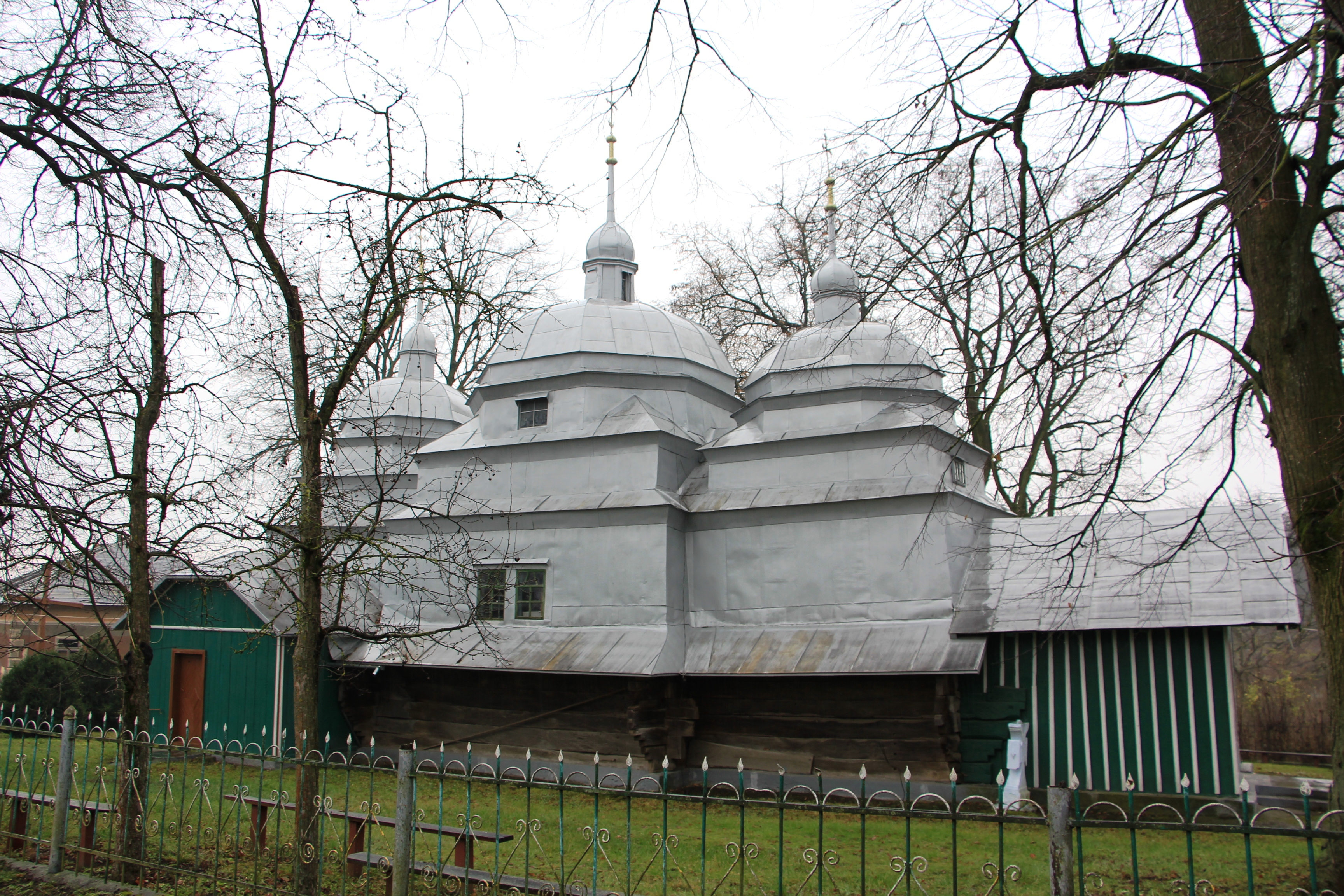
Церква Івана Богослова 1763
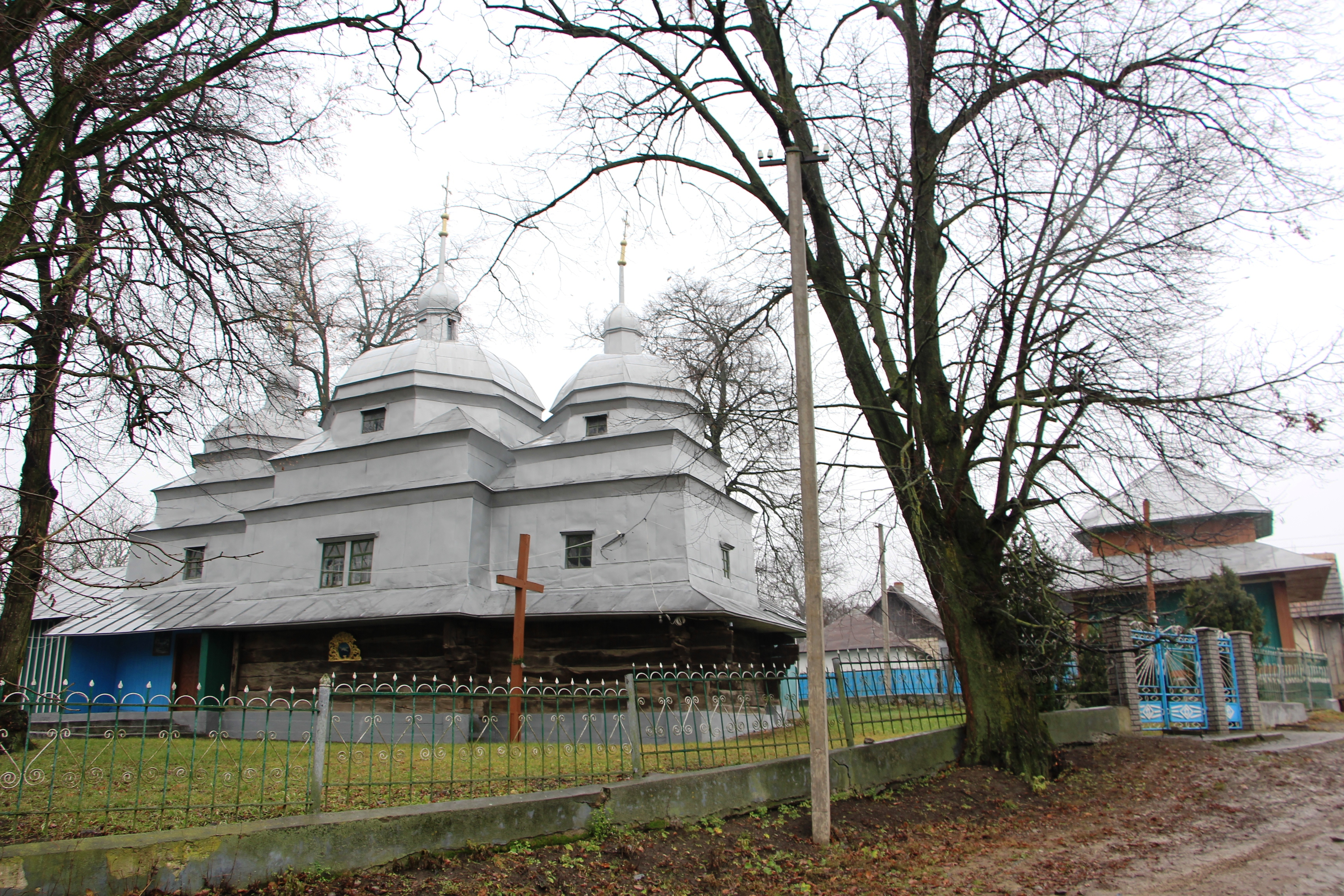
Церква Івана Богослова 1763

## Пам'ятники
Споруджено пам'ятники:

Пам'ятник Тарасові Шевченку

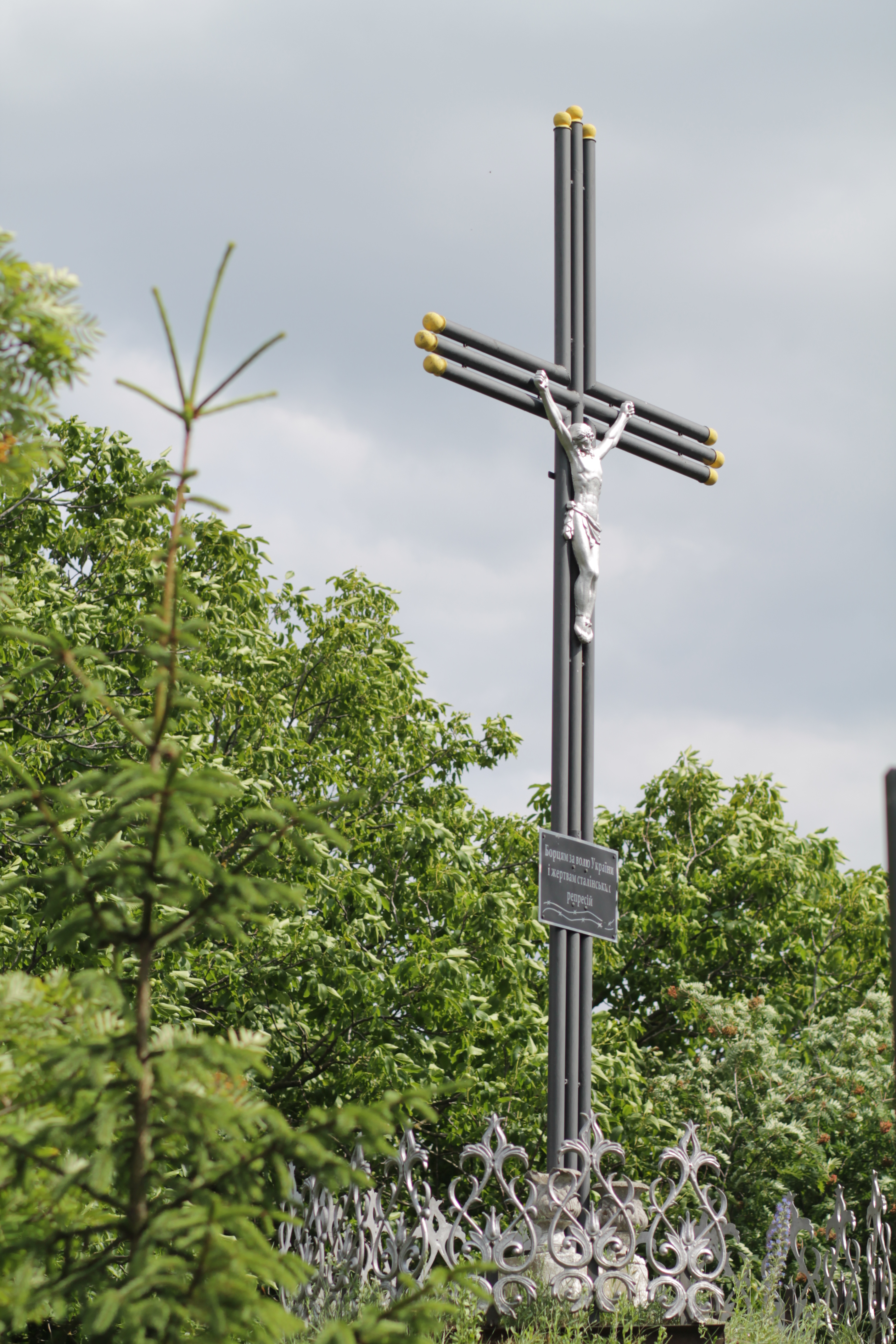
Борцям за волю України і жертвам сталінських репресій

- Тарасові Шевченку (1964; скульптор Еммануїл Мисько),
- полеглим у німецько-радянській війні воїнам-односельцям (1968),
- встановлено хрест на честь скасування панщини.

Насипано символічну могилу жертвам сталінських репресій (1998).
Пам'ятник Т. Шевченку
Пам'ятка монументального мистецтва місцевого значення.
Встановлений 1964 р. Скульптор – Е. Мисько (Львів).
Скульптура – бетон, постамент – мармурова крихта.
Скульптура – 3 м, постамент – 2 м..

## Соціальна сфера
Діють загальноосвітня школа І-ІІІ ступеня, Будинок культури, бібліотека, ФАП, відділення зв'язку, амбулаторія, 10 продовольчих і 2 крамниці будівельних матеріалів, об'єдн. агропромтехніка, комбікормовий завод, сільськогосподарське підприємство «Поділля».

## Відомі люди

### Народилися
- митрополити Василій та Іоан Боднарчуки,
- підпільний греко-католицький єпископ Степан (Вапрович),
- релігійні діячі Авксентій Бойчук, Микита Бучковський, І. Ярема, С. Випрук,
- педагог, громадський діяч П. Гуменюк,
- Гуцуляк Василь Іванович (1987—2022) — старший солдат Збройних Сил України, учасник російсько-української війни.
- український лікар, голова Тернопільської обласної ради Віктор Овчарук.